# Europäisches Sozialforum
Das Europäische Sozialforum (ESF) ist ein offener Treffpunkt von Gewerkschaften, sozialen Bewegungen und zivilgesellschaftlichen Organisationen aus ganz Europa, mit der Zielsetzung gemeinschaftlich Lösungen, hinsichtlich den Problemstellungen Krieg und Rassismus, soziale Benachteiligung von Menschen, sowie der Zerstörung der Umwelt, zu erarbeiten. Das Forum wendet sich explizit gegen den Neoliberalismus, sowie gegen eine kapitalistisch, imperialistisch dominierte Welt.
Angeregt durch das Weltsozialforum im Jahr 2001 in Porto Alegre, Brasilien, fand das erste Europäische Sozialforum 2002 in Florenz als kontinentales Treffen der Weltsozialforumbewegung statt. Das Europäische Sozialforum orientiert sich inhaltlich an den Vorgaben aus der Charta der Prinzipien des Weltsozialforums.

## Themen
Die einzelnen Themen, welche in den jeweiligen Konferenzen, Seminaren und Workshops diskutiert werden, sind vielfältig und orientieren sich in der Regel am politischen Geschehen zum Zeitpunkt des Forums, wobei basale Themenbereiche, unterschiedlich gewichtet, immer fester Bestandteil der jeweiligen Arbeitsgruppen und Gegenstand der Diskussionen sind. Zum einen wird Kritik am bestehenden Wirtschaftssystem und an spezifischen, die Gesellschaftsordnung betreffende Punkte geübt, sowie mögliche Alternativen besprochen, zum anderen stehen umwelt- und bildungspolitische Themen auf der Diskussionsagenda, ergänzt durch die Themenbereiche Krieg, Ökonomie und Medien.

## Veranstaltungschronologie
- ESF 2002, Florenz

Das erste Europäische Sozialforum fand vom 6. bis zum 10. November 2002 unter dem Motto, Ein anderes Europa ist möglich mit 50.000 registrierten Teilnehmern in Florenz statt. Die Abschlussdemonstration, mit mehr als 500.000 Demonstranten, stand im Zeichen des heraufziehenden Krieges der USA gegen den Irak.
- ESF 2003, Paris

In Paris, Veranstaltungsort des zweiten Europäischen Sozialforums, vom 12. bis zum 16. November 2003, mit 50.000 Teilnehmern wurden die verschiedensten Themen und Sachgebiete unter dem Motto Für ein anderes Europa – in einer anderen Welt, behandelt. An der Abschlusskundgebung nahmen nach Angaben der Veranstalter und den offiziellen Stellen, zwischen 100.000 und 250.000 Demonstranten Teil.
- ESF 2004, London

Während des dritten Europäischen Sozialforums in London, vom 15. bis 17. Oktober, an dem sich 20.000 Menschen beteiligten, traten erstmals Probleme hinsichtlich der Organisation und Struktur des Forums auf. Des Weiteren wurde beschlossen den Rhythmus der Veranstaltungen dahin gehend zu verändern, dass das Forum von nun an in einem zweijährigen Rhythmus in verschiedenen Stätten Einzug halten sollte. Thematisch richtete sich das Forum verstärkt an umweltpolitische Themen aus. An der Abschlusskundgebung unter dem Motto Stoppt den Krieg. Nein zum Rassismus nahmen laut Veranstalter bis zu 100.000 Menschen teil.
- ESF 2006, Athen

Das vierte Europäische Sozialforum von 4. bis 7. Mai, in Athen, stand unter dem Motto Verändern wir Europa, verändern wir die Welt. Die Teilnehmerzahl belief sich laut Organisationskomitee auf 30.000 Menschen. An der das Forum abschließenden Demonstration nahmen, nach Aussagen der Veranstalter, und der örtlichen, offiziellen Stellen, zwischen 20.000 und 35.000 Personen teil. Die Resonanz auf das Forum bezüglich der dort gemachten Angebote war zwiespältig, wobei vielen Teilnehmern die von ihnen vermutete kommerzielle Ausrichtung des Forums bemängelten.
- ESF 2008, Malmö

In Malmö, fand vom 17. bis 21. September das fünfte Europäische Sozialforum mit 15.000 Teilnehmern statt, in dessen Vorbereitungsphase die Verabschiedung der Lissabonner Erklärung für ein demokratisches Europa fiel, die als Stellungnahme zur Berliner Erklärung der Europäischen Union gedacht war.
- ESF 2010, Istanbul

Das sechste Europäische Sozialforum fand vom 1. bis zum 4. Juli, mit 5000 Teilnehmern, unter dem Motto Ein anderes Europa ist nötig in Istanbul statt.
- ESF 2024, Marseille

Das siebte Europäische Sozialforum fand vom 26. bis 28. April in Marseille / Frankreich statt.

## Kritik
Verschiedentlich wurde dem Europäischen Sozialforum eine starke Nähe zum Islamismus und zum Antisemitismus vorgeworfen, da es die bedingungslose Unterstützung Palästinas und islamistischer Organisationen und Personen propagiert habe. So hatte etwa der Genfer Chefideologe des „Euroislam“, Tariq Ramadan im Jahre 2003 auf der Website des Sozialforums „jüdischen Intellektuellen“ wie Bernard-Henri Lévy, Alain Finkielkraut und André Glucksmann vorgeworfen, „reflexartig ‚die zionistische Politik‘ der USA und Israels zur Unterdrückung der Palästinenser zu verteidigen“. Die französische Parti socialiste forderte daraufhin den Ausschluss des „moslemischen Le Pen“ aus der ATTAC-Bewegung als ihrer zentralen Organisation. Das lehnten die Veranstalter des Sozialforums jedoch ab. Anlässlich des zweiten ESF in Paris 2003 wurde die Bewegung von Finkielkraut mit den Worten kritisiert: „Die Globalisierungsgegner predigen keinen primitiven Judenhaß. Aber die rituelle Diabolisierung der Vereinigten Staaten und Israels zeigt, daß in ihren Köpfen die Vorstellung einer internationalen Verschwörung vorherrscht - als ob der Prozeß der Globalisierung von einem Komplott in die Welt gesetzt worden wäre. Das ist ideologisches Denken“.